# Sonya Cassidy
Pour les articles homonymes, voir Cassidy.
Sonya Cassidy, née en 1987 est une actrice britannique.

## Carrière
Cassidy étudie à la Royal Academy of Dramatic Art, où elle obtient un baccalauréat en art dramatique (niveau H) en 2008.
En 2012, elle joue Clara dans The Paradise, puis dans le rôle de Céline Ashworth dans la série policière Les Enquêtes de Vera et dans le rôle de l'Oracle dans la série fantastique Syfy.
En 2016, elle joue le rôle de la Synthète industrielle Hester dans la série de science-fiction Humans de Channel 4.
Cassidy a joué dans la série télévisée Lodge 49.
En 2022, elle joue dans la série de science-fiction The Man Who Fell to Earth, qui est une adaptation télévisée du roman de Walter Tevis.
En 2025, elle apparait dans le rôle de Sarah Duffy dans la saison 3 de la série Reacher.

## Vie personnelle
Cassidy est ceinture noire en taekwondo.